# Otema Allimadi
Eric Otema Allimadi (Geburtsname: Erifasi Otema Allimadi; * 11. Februar 1929 in Kitgum; † 5. August 2001 in Kampala) war ein ugandischer Politiker.

## Leben
Eric Otema Allimadi war zwischen 1966 und 1971 Botschafter in den Vereinigten Staaten und war zugleich von 1967 bis 1971 als Ständiger Vertreter bei den Vereinten Nationen akkreditiert.
In der Regierung von Präsident Godfrey Binaisa vom 20. Juni 1979 bis zum 11. Mai 1980 war er Außenminister. Nach den Übergangsregierungen von Paulo Muwanga und einer dreiköpfigen Präsidialkommission wurde er dann vom erneut gewählten Präsidenten Milton Obote am 18. Dezember 1980 zum Premierminister berufen. Dieses Amt behielt er bis zum Sturz Obotes durch Generalleutnant Bazilio Olara Okello am 27. Juli 1985.